# Meinedo
Meinedo is een plaats (freguesia) in de Portugese gemeente Lousada en telt 4278 inwoners (2001).